# معناشناسی
معناشناسی، معنی‌شناسی یا دلالت‌شناسی (به انگلیسی: Semantics)، دانش بررسی و مطالعهٔ معانی در زبان‌های انسانی است. به‌طورکلی، بررسی ارتباط میان واژه و معنا را معناشناسی می‌گویند. معادل انگلیسی و فرانسوی (sémantique) معناشناسی برگرفته از لغت یونانیِ semantika (اسم خنثی جمع semantias) علم مطالعهٔ معناست. این علم معمولاً بر روی رابطهٔ بین دلالت‌کننده‌ها مانند لغات، عبارت‌ها، علائم و نشانه‌ها و این‌که معانیشان برای چه استفاده می‌شود تمرکز دارد.

مفاهیم زبان‌شناسی و زبان‌شناسی معنایی بررسی معانی‌ای است که توسط انسان‌ها برای نشان‌دادن خودشان در طول زبان استفاده می‌شود. دیگر اَشکال معناشناسی زبان‌های برنامه‌ریزی‌شده، منطق‌های مجرد و نشانه‌شناسی را شامل می‌شود.
خود کلمه معناشناسی طیفی از عقاید، از عامیانه گرفته یا کاملاً فنی را مشخص می‌کند. این عبارت (لغت) اغلب در زبان مرسوم برای مشخص‌کردن مشکل درک که یک انتخاب کلمه یا معنی ضمنی پایین می‌آید، استفاده می‌شود. این مشکل فهم موضوع بسیاری بررسی‌های رسمی در طول یک دوره طولانی، و به‌طور قابل‌توجهی در زمینهٔ معناشناسی رسمی بوده‌ است. در زبان‌شناسی این علم بررسی (مطالعه) تفسیر علایم یا نشانه‌هایی است که مأموران یا جوامع در شرایط محیطی و زمینه‌هایی خاص از آن‌ها استفاده کرده‌اند. با این دیدگاه، صداها، عبارت مربوط به صورت، زبان اشاره، محتوای معنایی (معنادار) دارند و هر کدام چندین شاخهٔ مطالعاتی دارد. در زبان نوشتاری، چیزهایی مانند ساختار پاراگراف و نشانه‌گذاری محتوای معنایی دارد. در اشکال دیگر زبان، محتوای معنایی دیگری وجود دارد.
زبان‌شناسی نوین پژوهش پیرامون خواص مربوط به معانی را به شیوه‌های عینی و سیستماتیک دنبال می‌کند و در این راه دامنهٔ وسیعی از زبان‌ها و بیان‌ها را در نظر می‌گیرد. بدین ترتیب، گوناگونی و ابعاد شیوه‌های زبان‌شناسانه بیشتر و وسیع‌تر از روش‌هایی‌ست که منطقیان و فلاسفه با تمرکز بر دامنهٔ محدودتری از جملات در درون یک زبان واحد به‌ کار گرفته‌اند.
از لحاظ زبانشناسی، دانش معناشناسی به موضوعات پایه‌ای خود می‌پردازد؛ نظیر چندمعنایی (آرایه‌ای که به ابهامات معنایی می‌پردازد)، ترادف (آرایه‌ای که پیرامون لغات هم‌معنی می‌باشد)، تضاد (معانی مخالف یک لغت)، هم‌آوایی، مجاز مرسل و…
به‌عنوان زمینه‌ای پیچیده و حیاتی در تحلیل زبان‌شناسی، معناشناسی خود به دانش‌های متعدد از رشته‌های علمی وسیع و اساسی دیگری نظیر منطق، ریاضیات، و فلسفه نیازمند است.
مطالعه (بررسی) رسمی معناشناسی با بسیاری زمینه‌های دیگر تحقیق ازجمله لغت‌شناسی، علم نحو، واقع‌گرایی، ریشه‌شناسی و دیگر زمینه‌ها تقسیم می‌شود؛ اگرچه معناشناسی یک زمینهٔ کاملاً تعریف‌شده در نوع خودش اغلب با ویژگی‌های ترکیبی‌ست. در فلسفهٔ زبان، معناشناسی و ارجاع زمینه‌های مرتبط هستند. زمینه‌های مرتبط بیشتر شامل زبان‌شناسی تاریخی و تطبیقی و نمادشناسی‌ست؛ بنابراین، بررسی رسمی معناشناسی پیچیده‌است.
معناشناسی با علم نحو که علم ترکیبات واحدهای یک زبان (بدون توجه به معنی شان) می‌باشد و علم واقع گرایی که مطالعه روابط بین علائم یک زبان می‌باشد، معنایشان و استفاده‌کنندگان زبان مقایسه می‌شود. در واژگان علمی و بین‌المللی، معناشناسی (semanties, semasialogy) نیز نامیده می‌شود.

## زبان‌شناسی
در زبان‌شناسی، معناشناسی زیرشاخه‌ای‌ست که برای مطالعه و بررسی معنا، همانی که در سطوح واژگان، عبارات، جملات و واحدهای بزرگتر تجزیه و تحلیل (متون) اصلی اساسی می‌باشد، اشاره دارد. منطقهٔ اصلی مطالعه معنای علائم و مطالعهٔ روابط بین واحدهای مختلف زبان‌شناسی از جمله متشابه، مترادف، متضاد، تعداد معانی، معانی بیشتر، کنایه، هم معنا و غیره می‌باشد نگرانی اصلی این است که چگونه معنا به بخش‌های بزرگتر متن در نتیجه ترکیب از واحدهای کوچکتر معانی متصل می‌شود.
به‌طور سنتی، معناشناسی مطالعهٔ احساس و مرجع تفکیکی، شرایط واقعی ساختار مبحثی، نقش‌های موضوعی و تجزیه تحلیل و اتصال تمامی اینها به نحو را شامل می‌شده‌است.

## دستور زبان مانتگیو
در اواخر دههٔ شصت (۱۹۶۰) ریچارد مانتگیو سیستمی را برای تعریف ورودی‌های معانی در لغت‌نامه در شرایط حساب لامبدا مطرح کرد.
در این شرایط، تجزیهٔ معانی جمله‌ای مانند «جان هر پیراشکی را خورد» (John ate every bagel)، متشکل از یک فاعل (John) و گزاره (ate every bagel) است. مانتگیو نشان داد که معانی این جمله در کل می‌تواند معانی تفکیک‌شدهٔ اجزایش و به‌طور نسبی قوانین کمی از ترکیب باشد. گزارهٔ منطقی به‌دست‌آمده بعداً شرح داده خواهد شد؛ مثلاً استفاده از طرح‌های حقیقیِ نظریه که در نهایت معانی را به مجموعه‌ای از جوامع تارسکیان مرتبط می‌کند که ممکن است خارج از منطق قرار گیرد.
در چنین اسم‌هایی، معانی یا اولیه برای فرضیه‌های زبان‌شناسی از دههٔ ۱۹۷۰ اساسی می‌باشد. برخلاف جذابیتش، گرامر مانتگیو توسط تنوع وابستگی متن در حس کلمه محدود شد و منجر به چندین تلاش در یکی‌کردن متن مانند زیر شد:
- معناشناسی موقعیتی (دههٔ ۱۹۸۰): مقادیر واقعی ناقص هستند. آن‌ها براساس متن تعیین می‌شوند.
- لغت‌نامهٔ تولیدی (دههٔ ۱۹۹۰): مقوله‌ها (انواع) ناقص هستند و براساس متن تعیین می‌شوند.

## معناشناسی و منطق
در منطق نیز بررسی ارتباط میان نمادها و آنچه را نمادها نشان می‌دهند معناشناسی می‌نامند.
خوب است در آغاز به این نکته اشاره کنیم که در معناشناسی، میانِ واژه و فرهنگ‌واژه (lexeme) تفاوت وجود دارد. واژه را که همه می‌شناسیم. اما فرهنگ‌واژه یا واژهٔ قاموسی شامل بن واژه، واژهٔ کامل، یا یک اصطلاح (idiom) است و به‌طورکلی واحد و یکان فرهنگ‌نویسی به‌شمار می‌رود؛ بنابراین، «سگ»، «شادمانی»، «سروکله زدن»، هر سه، فرهنگ‌واژه هستند.

## موضوعات
برخی از موضوعات عمده در این مبحث وسیع عبارت است از:
- طبیعت معانی
- خواص سیستم مفهومی به‌عنوان زیربنای معانی
- سهم ساختارهای نحوی در تفسیر و تبیین جملات زبان
- نقش فاکتورهای غیر گرامری در تفهیم سخن[۲]

## علوم کامپیوتر
در حوزهٔ علوم کامپیوتر، معناشناسی منعکس‌کنندهٔ معانی مربوط به برنامه‌ها و توابع است. از این منظر، مفاهیم و ایده‌های مربوط به معناشناسی است که امکان تفکیک و جداسازی برنامه‌ها به دو بخش نحوی و معنایی را فراهم می‌کند.
برای نمونه، باآن‌که عبارت زیر صورت‌های نحوی متفاوت و گوناگونی را در زبان‌های مختلف به خود می‌گیرد، در همه جا معنای یکسانی دارد:
x += y; (C, Java, etc.)

x:= x + y; (Pascal)

Let x = x + y; (early BASIC)

x = x + y (most BASIC dialects, Fortran)